# Croton yecorensis
Croton yecorensis là một loài thực vật có hoa trong họ Đại kích. Loài này được V.W.Steinmann & Felger mô tả khoa học đầu tiên năm 1998.